# Мезоэкономика
Мезоэкономика (англ. mesoeconomics) — отрасль экономической науки, изучающая закономерности территориальной организации общественного производства и механизм их действия. Исследует экономические явления и процессы, связанные с развитием хозяйства отдельных регионов и территориально-производственных комплексов. Она подробно рассматривает вопросы размещения производительных сил, экономические ресурсы региона, формы территориальной организации производства, инфраструктуру и структуру регионального хозяйства, его основные отрасли, принципы региональной политики, формы и методы государственного регулирования экономики на региональном уровне. 
Мезоэкономика, как наука, начала формироваться ещё в XIX веке. Среди зарубежных исследователей наиболее заметный вклад в разработку проблем региональной экономической теории, вопросов размещения производственных сил и эффективности регионального производства внесли немецкие экономисты - Иоган Генрих Тюнен, Альфред Вебер, Вальтер Кристаллер, Август Леш, профессор экономики Пенсильванского университета Уолтер Айзард, французский экономист Жан Шардоне, американский экономист русского происхождения Василий Леонтьев, В. Томпсон, Т. Паландер, а также авторы известных учебников Х. Армстронг и Дж. Тэйлор. Среди советских исследователей первой половины XX века следует выделить Г.М. Кржижановсого, И.Г. Александрова, В.В. Куйбышева, Н.Н. Колосовского, которые занимались вопросами перспективного планирования и экономического районирования. Среди отечественных учёных второй половины XX столетия исследованиями в области регионального размещения, создания территориально-производственных комплексов и эффективности районных производств: Т.С. Хачатурова, Я.Г. Фейгина, Н.Н. Некрасова, А.Г. Гранберга, П.М. Алампиева, Э.Б. Алаева, К.Н. Бедринцева, Г.И. Граника, Ф.Д. Заставного, Р.С. Лившица, К.И. Клименко, Ю.К. Козлова, А.М. Корнеева, В.В. Кистанова, А.Г. Омаровского, Н.Н. Ознобина, В.Ф. Павленко, М.М. Паламарчука, Ю.Г. Саушкина, Е.Д. Силаева, Н.И. Шрага и В.М. Торосова.
Несколько книг на эту тему, включая книгу Торосова В.М. "Мезоэкономика" (регион. экономика) 2004 года («Лучшая научная книга России в 2004 году», посвященных проблемам экономики), Манна 2011 года и Энга 1987 года, наиболее точно определяют область применения мезоэкономики. По данным на 2014 год было написано 474 статей и книг по этой теме.

## Обоснование мезоэкономики
Экономика фокусируется на измеримых способах описания социального поведения. В ортодоксальной неоклассической экономике существуют два основных признанных вида экономического мышления — микроэкономика, которая ориентирована на действия отдельных покупателей и продавцов, реагирующих на сигналы, посылаемые соотношением спроса и предложения, чтобы наладить производство и распределить ресурсы, и макроэкономика, которая фокусируется на том, как экономика в целом проходит через циклы активности и как различные крупные отрасли связаны друг с другом.
Мезоэкономическое мышление утверждает, что экономика страны - это не двух-, а трёхуровневая структура. Региональная экономика имеет не только свой "этаж", свой участок исследований, но и, соответственно свой круг проблем и систему показателей (например, валовый региональный продукт и др.). А это означает, что поиск эффективности экономики страны следует вести не только на уровне предприятий и государства, но и на уровне регионов.
Под регионами мезоэкономика не всегда имеет ввиду административно-территориальную единицу (как считают В. Леонтьев и У.Изард). Н.Н. Некрасов полагает, что под регионом в данном случае следует понимать крупную территорию страны с более или менее однородными природными условиями, а главным образом - характерной направленностью производственных сил. Той же точки зрения придерживаются Л. Джеймс и Дж. Мартин.